# Fognatura

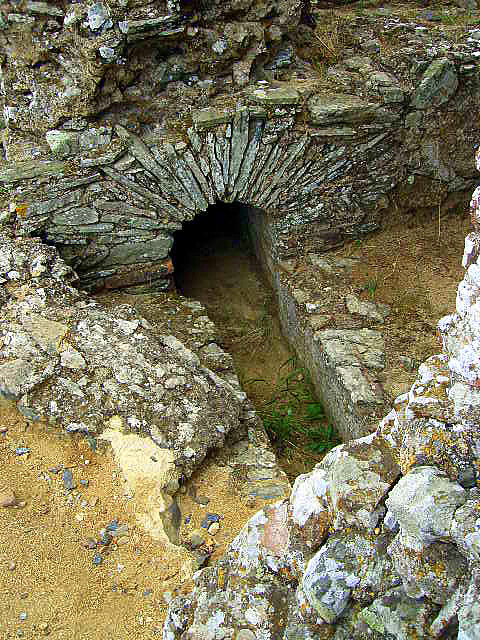
Rovine di una fognatura dei tempi dell'Impero Romano (Vidigueira, Portogallo)

Per fognatura (più formalmente sistema di drenaggio urbano o impianto di fognatura, volgarmente chiavica) si intende il complesso di canalizzazioni, generalmente sotterranee, per raccogliere e smaltire lontano da insediamenti civili e/o produttivi le acque superficiali (meteoriche, di lavaggio, ecc.) e quelle reflue provenienti dalle attività umane in generale.
Le canalizzazioni, in generale, funzionano a pelo libero; in tratti particolari, in funzione dell'altimetria dell'abitato da servire, il loro funzionamento può essere in pressione (condotte prementi in partenza da stazioni di pompaggio, attraversamenti, sifoni ecc.).

## Storia
Le prime testimonianze storiche di fognature risalgono a un periodo compreso tra il 2500 e il 2000 a.C. circa e sono state trovate a Mohenjo-daro, nell'attuale Pakistan. Dai resti si è potuta ricostruire la fisionomia della città che, sotto il livello stradale, presentava una vasta rete di canali in mattoni in grado di convogliare le acque reflue provenienti dalle abitazioni. Anche la città di Ninive, capitale del Regno assiro tra l'VIII e il VI secolo a.C. era fornita di una rete fognaria.
Le fognature antiche più efficienti furono però quelle di Roma. La prima cloaca romana di cui si abbia notizia risale al VII secolo a.C. e fu progettata per bonificare gli acquitrini che occupavano le vallate alla base dei colli dell'Urbe, e far defluire verso il Tevere i liquami del Foro Romano, di Campo Marzio e del Foro Boario.
La realizzazione più importante fu però la cloaca massima, la cui costruzione fu avviata nel VI secolo a.C. sotto il leggendario re di Roma di origine etrusca Tarquinio Prisco. Con la cloaca massima (inizialmente era un canale a cielo aperto ma successivamente fu coperto per consentire l'espansione del centro cittadino), di cui si possono vedere alcuni tratti e lo sbocco presso i resti del Ponte Rotto, i Romani ci hanno tramandato uno dei più importanti esempi di ingegneria idraulico-sanitaria.
Con la caduta dell'impero, non vennero più costruite nuove fogne e spesso quelle esistenti furono abbandonate. Solo molto più tardi, nel XVII secolo, si sentì nuovamente l'esigenza di costruire fognature a seguito della forte urbanizzazione di città come Parigi e, dal XIX secolo, Londra.

## Utenze
Le fonti di produzione dei reflui, in un agglomerato urbano, sono soprattutto le case e i luoghi di riunione abituali come la scuola, il posto di lavoro, la caserma, l'ospedale ecc.
Non vanno inoltre dimenticate le altre fonti di produzione pure presenti nel tessuto cittadino, quali piccoli opifici, botteghe artigiane, officine meccaniche, garage, lavanderie, caseifici, studi fotografici, laboratori chimici e di analisi, macelli ecc., che contribuiscono con scarichi di particolare natura, a volte a elevatissimo tasso inquinante.
Inoltre c'è anche il contributo dei mercati all'aperto e delle fiere periodiche, dei luna park e di quante altre attività l'uomo ha concepito nel suo lungo cammino dalle origini ai nostri giorni.
In Italia, per la normativa vigente in materia non è ammesso lo smaltimento dei rifiuti, anche se triturati, in fognatura, con l'eccezione di quelli organici che provengono dagli scarti dell'alimentazione trattati con apparecchi dissipatori di rifiuti alimentari che ne riducano la massa in particelle sottili, previo accertamento dell'esistenza di un idoneo sistema di depurazione. La normativa prevede inoltre che gli agglomerati urbani con un numero di abitanti equivalenti superiore a 2000 devono essere provvisti di reti fognarie per lo smaltimento delle acque reflue urbane.

### Acque nere
Per quanto sopra, tutte le acque originate dalle suddette utenze vengono definite acque nere. In una definizione più generale, le acque nere sono quelle acque riconosciute nocive per la salute pubblica o moleste per il pubblico.

### Acque bianche
Di contro tutte le acque non riconosciute nocive per la salute pubblica o moleste per il pubblico vengono chiamate acque bianche.
Tra queste ci sono:
- le acque meteoriche di dilavamento provenienti da tutte le aree aperte impermeabilizzate quali strade, parcheggi, tetti, cortili ecc.;
- le acque utilizzate per il lavaggio delle strade;
- le acque di raffreddamento provenienti da attività industriali.

## Tipi
Tutti i rifiuti liquidi comunque prodotti vanno collettati alla fognatura dinamica. Essa è costituita dalle opere di raccolta e immissione delle acque di rifiuto nei collettori stradali, dalla rete composta da questi ultimi, dagli eventuali manufatti di controllo idraulico, dai sollevamenti e dai manufatti di scarico.
A seconda del refluo di provenienza le fognature si distinguono in:
- fognature urbane;
- fognature industriali.

I sistemi fognari urbani si distinguono ulteriormente in:
- sistema unitario o fognatura mista: raccolgono sia le acque di rifiuto urbane (acque di tempo asciutto) sia le acque meteoriche;
- sistema separato: utilizza due reti separate chiamate:
  - fognatura nera: adibita alla raccolta e al convogliamento delle acque reflue urbane unitamente alle eventuali acque di prima pioggia;[1]
  - fogna bianca (o più correttamente fogna pluviale): adibita alla raccolta e al convogliamento delle sole acque meteoriche di dilavamento e di lavaggio delle strade, e dotata o meno di dispositivi per la raccolta e la separazione delle acque di prima pioggia. Nelle fogne bianche di nuova costruzione può essere richiesto dall'autorità competente che le acque di prima pioggia debbano essere sottoposte, prima del loro smaltimento, a un trattamento di grigliatura e dissabbiatura. In casi particolari quali acque di dilavamento di piazzali, strade, parcheggi, ecc., può essere richiesto anche un trattamento di disoleazione.

Si possono trovare abitati serviti in parte con un sistema misto e in parte con un sistema separato (es. Bari).
Con l'entrata in vigore del Decreto del Presidente del Consiglio dei ministri del 4 marzo 1996 nelle zone di nuova urbanizzazione e nei rifacimenti di quelle preesistenti si deve di norma, salvo ragioni economiche e ambientali contrarie, prevedere il sistema separato. In tali zone si può prevedere il solo invio delle acque di prima pioggia nella rete nera solo se tale immissione è compatibile con il sistema di depurazione adottato.
In base alla modalità e tempistica di allontanamento dei reflui la fognatura si distingue in:
- fognatura dinamica: quando i materiali di rifiuto vengono raccolti e allontanati subito e in maniera contemporanea;[2]
- fognatura statica: quando i materiali di rifiuto vengono dapprima raccolti e dopo un certo tempo allontanati; ad oggi questo sistema è in uso solo nei centri abitati minori e può essere costituito da pozzi neri o da bottini mobili;[2] in questo caso i fognoli non sono immessi in reti di canali, ma scaricati direttamente in fosse biologiche.

## Gerarchia
Le canalizzazioni, in funzione del ruolo che svolgono nella rete fognaria sono distinte secondo la seguente terminologia:
- fogne: canalizzazioni elementari che raccolgono le acque provenienti dai fognoli di allacciamento delle utenze e/o dalle caditoie pluviali, convogliandole ai collettori; in ordine di importanza e sezione possono essere di prima, seconda e terza categoria. È buona norma adottare diametri non inferiori al DN 200 mm per le fogne nere, e al DN 300 mm per le fogne bianche;[3]
- collettori: canalizzazioni costituenti l'ossatura principale della rete che raccolgono le acque provenienti dalle fogne più importanti e quelle a essi direttamente addotte da fognoli e/o caditoie. I collettori a loro volta confluiscono in un emissario;
- emissario: canale esterno all'abitato, che, partendo dal termine della rete (dal punto in cui non ci sono più afflussi), trasporta le acque raccolte all'impianto di depurazione. Spesso con il termine emissario si indicano i canali effluenti dagli impianti.

## L'aspetto idraulico
Ovviamente, una rete fognaria, a seconda che sia di tipo misto o separato, richiede un diverso approccio progettuale. Infatti mentre nel primo caso occorre tenere conto sia dei reflui addotti alla rete dalle varie utenze, civili e non che siano, sia delle precipitazioni che possono verificarsi nella regione considerata, nel caso di fognature separate questi due aspetti vanno considerati separatamente.
I parametri che più interessano per un corretto dimensionamento sono il valore medio e quello massimo di tale portata. In genere la condotta fognaria va dimensionata sulla base della portata media in base alla quale vengono disegnate le sezioni nel rispetto dei parametri di velocità ammissibili durante il funzionamento "a regime", ma deve essere in grado di smaltire senza problemi anche quella massima senza tracimare dai pozzetti intercalati lungo il percorso. In questo caso si ammette che possano essere superate, per brevi periodi, le velocità consigliate, ammissibili per quel tronco fognario.
È per questo motivo che soprattutto nei centri abitati di dimensioni medio-grandi o in aree interessate da frequenti allagamenti o da eventi meteorici di dimensioni eccezionali si sceglie in via preferenziale la soluzione a reti separate. In tal modo si evita di sovradimensionare inutilmente la rete ordinaria durante il funzionamento per gli usi "civili" e si crea una rete dedicata per sopperire agli inconvenienti legati a eventi meteorici gravosi per le città.
Nei sistemi unitari i collettori sono dimensionati in base alle portate meteoriche, che risultano nettamente prevalenti rispetto a quelle reflue in occasione dei massimi eventi di progetto. Poiché la durata dei periodi piovosi è relativamente breve, per la maggior parte del tempo i collettori sono interessati dalle sole acque nere, con frequenti problemi di velocità troppo esigua, e conseguente possibilità di sedimentazione di solidi e innesco di processi anaerobici putrefattivi. Per tale motivo per i collettori misti si utilizzano sezioni diverse dalla circolare (es. sezioni policentriche oppure ovoidali) in modo tale da garantire un'adeguata velocità/battente anche alla portata di tempo secco (es. creazione di una savanella).

### Fogna nera
Per il calcolo della fogna nera si fa riferimento alla portata nera media e di punta.
Il calcolo delle portate dipende dai seguenti parametri:
- Popolazione (P): previsione della popolazione da servire durante la vita della fognatura (40 - 50 anni). Si calcola con formula, tipo quella dell'interesse composto o della curva logistica limitata o di Pearl, sulla scorta dei dati rivenienti dai censimenti.
- dotazione idrica (d): espressa il l*ab/giorno, rappresenta normalmente la quantità di acqua individuale che deve essere garantita mediamente durante l'anno. Tale valore è di regola indicato dal Piano Regolatore generale degli Acquedotti[4] (PRGA) o atti similari;[5]
- coefficiente di massimo consumo (m): rappresenta il rapporto tra la portata di punta Qp nel giorno di massimo consumo annuo e la portata media annua Q. Per tale coefficiente di norma si assume un valore pari a 2,25[6] anche se tale valore varia al variare della dimensione dell'abitato, cresce al decrescere della estensione del centro urbano;
- coefficiente di riduzione (c) o coefficiente di afflusso in fognatura: coefficiente che tiene conto dell'effettiva aliquota di acqua potabile distribuita che dopo l'utilizzo viene scaricata nella fognatura; è dato dal rapporto fra la portata effettivamente scaricata in fogna e quella teorica calcolata in base alla dotazione idrica. Infatti la portata di scarico domestica è connessa, ma non coincidente, con quella distribuita dalla rete di distribuzione idrica urbana. Le differenze possono essere determinate da cause quali: a) utilizzazioni idriche che non comportano scarichi in fognatura nera (innaffiamento dei giardini, lavaggio delle strade, ecc.); b) perdite nella rete di distribuzione e per sfioro nei serbatoi. Pertanto non tutta l'acqua che viene immessa nella rete di distribuzione giunge agli utenti e poi da questi viene convogliata nella fogna nera. Nella pratica progettuale per tale coefficiente di regola si assume un valore variabile tra 0,7 e 0,8.

Nel caso di massicce immissioni all'interno del sistema fognante indipendenti dalla rete di distribuzione idrica (acque parassite), quali i fenomeni di infiltrazioni a seguito dell'alto livello della falda freatica si dovrà tenere in conto anche di queste ulteriori aliquote della portata.
La velocità relativa alla portata media non dovrà di norma essere inferiore a 50 cm/s per scongiurare la sedimentazione della materia fecale. Quando ciò non potesse realizzarsi dovranno essere interposti in rete adeguati sistemi di lavaggio. La velocità relativa alle portate di punta non dovrà essere superiore a 4 m/s.

### Fogna bianca
Per il dimensionamento della fogna bianca si fa riferimento alla massima portata pluviale che viene calcolata sulla base dello studio idrologico delle durate degli eventi meteorici, dell'estensione delle aree dei bacini scolanti e dei coefficienti di assorbimento dei terreni.
Tra i metodi più utilizzati per il calcolo della portata pluviale ci sono:
- il metodo del volume d'invaso;
- il metodo cinematico - lineare o del tempo di corrivazione.

La velocità massima eccezionale non dovrà superare di norma 5 m/s.
I collettori pluviali generalmente sono dimensionati per bassi valori del tempo di ritorno (T = 2-10 anni). Essendo T ben minore della vita utile dell'opera (pari a circa 35-40 anni), in pratica si accetta che i collettori risultino insufficienti durante alcune piogge eccezionali (di intensità superiore a quella di progetto) con conseguente fuoriuscita dai pozzetti di linea dell'acqua convogliata. D'altra parte per evitare le eventuali saltuarie esondazioni occorrerebbe incrementare in misura economicamente inaccettabile il tempo di ritorno T pertanto per contenere i costi dell'opera si preferisce accettare tale rischio che non comporta perdite di vite umane (come nel caso delle dighe) e/o danni a cose (come nel caso dei canali).

### Fogna mista
Per la fogna a sistema misto, il dimensionamento dovrà essere fatto sia per condizioni di tempo asciutto (portate nere) sia per quelle di tempo di pioggia (portate nere + portate pluviali), rimanendo valide indicazioni sopra riportate. La sezione tuttavia è normalmente equivalente a quella di un collettore per sole acque meteoriche o di poco superiore, essendo queste ultime fino a 50 volte superiori rispetto alle sole acque nere in caso di eventi atmosferici.
Qualora il sistema sia a fognatura mista, con alcune modifiche, è possibile procedere alla depurazione delle acque reflue solo in casi di tempo asciutto. In caso di pioggia, sia le acque nere sia le acque meteoriche sono normalmente conferite ai corsi d'acqua senza essere depurate.
Lungo una rete di fognatura mista o a valle della stessa sono installati dispositivi (scaricatori/sfioratori di piena - più comunemente Combined Sewer Overflow CSO in lingua inglese) in modo da inviare l'intera fognatura ai corsi d'acqua senza trattamento nel caso vi sia pioggia, non essendo a oggi possibile trattare le acque nere insieme alle acque meteoriche quando queste ultime non sono in quantità trascurabile.

## L'aspetto igienico

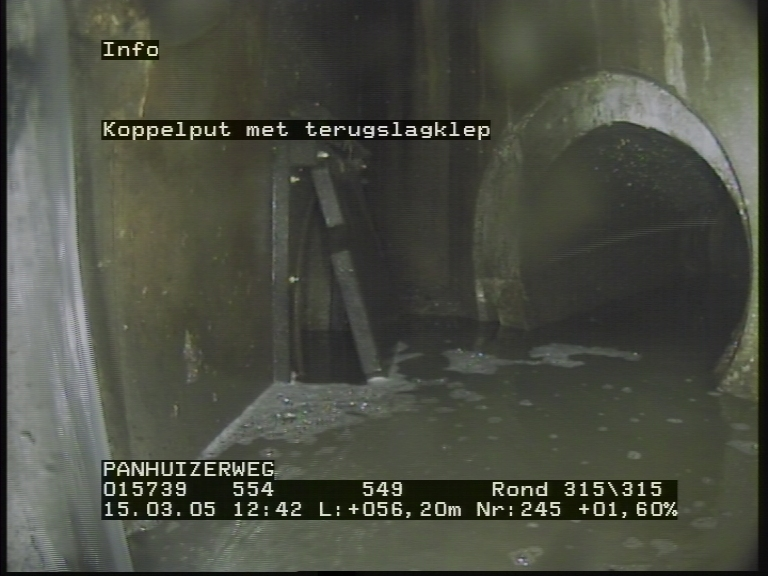
Immagine ripresa da un robot di ispezione fognaria

Lo smaltimento dei reflui in una città come in un qualunque altro agglomerato di abitazioni è un problema della massima importanza. Le deiezioni contengono sempre miliardi di germi, molti dei quali possono essere causa di gravi malattie, pertanto devono essere allontanate dai centri abitati nel più breve tempo possibile.
Nelle fattorie isolate, nei villaggi e in tutte le località in cui manca un impianto pubblico di fognatura, si usano le cosiddette "fosse biologiche". Nelle comunità più grandi, le deiezioni vengono allontanate per mezzo di apposite condotte che sfociano in mare, nei laghi e nei corsi d'acqua. In altre comunità, le deiezioni vengono trattate secondo precisi piani di smaltimento.
La fossa biologica, usata per la sistemazione privata delle deiezioni, è fatta di mattoni, o calcestruzzo o metallo, e ha la capacità di almeno 200 chilogrammi. Le deiezioni entrano nella fossa e vengono invase da particolari batteri che vivono nelle sostanze di rifiuto solide e che distruggono i batteri dannosi pullulanti nelle sostanze liquide. I liquidi, poi, escono dalla fossa attraverso un sistema di "tubature collegate" sistemate subito sotto la superficie del suolo. Infine, questi liquidi vengono assorbiti dal terreno. Questo scolo di liquidi nel terreno non è pericoloso a meno che non avvenga in comunità troppo popolate, dove troppo liquido potrebbe penetrare nel terreno, sino a saturarlo.
La sistemazione delle deiezioni in una città costituisce un problema molto più complesso. Dalle tubature delle case private, degli edifici pubblici e degli stabilimenti, le deiezioni vengono raccolte in grandi condotti, dove, in seguito a speciale trattamento con calce, o con una miscela di calce e alluminio, oppure ancora con calce e solfato ferroso, si decompongono.
Per prevenire l'accumularsi dei gas velenosi o esplosivi, che si formano dalle deiezioni in decomposizione, le tubature devono essere sufficientemente ventilate. È per questo che, a distanza di una decina di metri l'uno dall'altro, vengono collocati, nelle condutture, dei serbatoi, o camere, chiusi con una grata di ferro, dalla quale l'aria possa passare. Vengono anche predisposti dei "sifoni" per evitare che questi gas tornino nelle case. In queste trappole, si raccoglie, appunto, l'acqua che impedisce ai gas di tornare indietro.
Le città che dispongono di un proprio impianto per l'eliminazione delle immondizie e delle deiezioni usano vari sistemi. Comunemente, vi è un serbatoio di separazione usato per separare le sostanze metalliche, e altre sostanze inorganiche. Successivi serbatoi, a volte riscaldati, raccolgono le immondizie permettendo nel contempo all'aria di penetrarvi lentamente. L'aria tiene le immondizie in continuo movimento (e a questo scopo si possono usare anche dispositivi meccanici) e procura l'ossigeno per i batteri e altri organismi che si nutrono di immondizie. Con questo sistema, si ottiene la distruzione dei batteri dannosi e un certo grado di liquefazione delle materie solide. I liquidi vengono, a volte, spruzzati in aria, dove i batteri rimasti vengono distrutti dall'azione dell'ossidazione e dei raggi ultravioletti del sole. Dopo questo processo, possono venire immessi in corsi d'acqua, ma per maggior sicurezza vi si aggiungono sostanze germicide. I materiali solidi vengono estratti dal serbatoio di decomposizione, detto anche serbatoio digerente, essiccati e venduti come fertilizzanti.

## Dati tecnici

### Posizionamento plano-altimetrico
Dal punto di vista altimetrico, la fognatura nera deve occupare nel corpo stradale sempre il livello più basso rispetto a tutti gli altri sotto-servizi pubblici: acquedotto, gasdotto, elettrodotto, linee telefoniche, fogna pluviale, ecc., questo per poter raccogliere a gravità gli scarichi di utenze poste al piano terreno o al di sotto dei piani stradali (seminterrati, ecc.) come se ne trovano in molti vecchi quartieri. Di norma il posizionamento altimetrico della fognatura nera o mista deve essere tale da permettere la raccolta, senza sollevamenti, di liquami proveniente da utenze site almeno a 50 cm sotto il piano stradale.
Per motivi igienici, la giacitura delle reti fognarie deve essere sempre inferiore a quella delle condotte di distribuzione di acqua potabile garantendo che tra la generatrice superiore della condotta di fognatura e la generatrice inferiore di quella di acqua potabile vi sia un opportuno dislivello comunque non inferiore a 30 cm.
Planimetricamente la distanza misurata in orizzontale fra le due condotte non deve comunque essere inferiore a 1 m.
Se per ragioni di spazio (strade piccole e dotate di fitti sottoservizi) non fosse possibile rispettare i suddetti limiti si devono adottare idonee opere di protezione della condotta idrica (es. controtubo).

### Raccordo altimetrico tra canali di dimensioni diverse
Per i motivi descritti in seguito una rete fognaria necessita, per la sua manutenzione, di opera d'arte di linea da realizzarsi nei punti singolari (curve, campi di pendenza, ecc.) e comunque a una distanza prefissata (in genere 25÷30 m). Di regola i cambi di diametro avvengono in corrispondenza di questi pozzetti.
Poiché si ha a che fare con correnti lente, è necessario che il raccordo fra i due tronchi di diametro diverso (Dmonte <Dvalle) avvenga in modo tale che il profilo di rigurgito che si forma nel tronco a valle non crei il cosiddetto imbottamento del tronco a monte.
A tale scopo è buona regola far coincidere i cieli delle fogne.

### Pendenza e velocità
La pendenza delle canalizzazioni deve essere tale da garantire tempi di permanenza delle acque reflue nelle stesse idonei a evitare l'insorgere di fenomeni di settizzazione dei reflui.
Il regime di velocità delle acque nelle tubazioni deve essere tale da evitare sia la formazione di depositi di materiali putrescibili, sia l'abrasione delle superfici interne da parte dei materiali solidi trasportati (sabbie, ecc.).
Per rispettare quanto sopra, se si può contare su una portata continua sufficiente a produrre l'autoespurgo, come accade normalmente nei collettori e nell'emissario, la pendenza della canalizzazione può raggiungere valori minimi pari a 1 - 2%, anche se risulta più idoneo non scendere sotto lo 0,5%.
Se dovesse essere necessario posare il canale di fognatura con pendenza inferiore a 0,5%, bisogna prestare molta attenzione in fase realizzativa nel garantire la pendenza al fine di evitare corde molli lungo il percorso.
Nelle fogne bianche o miste, dove la portata può essere notevole a seguito di piogge intense, assume una notevole importanza il valore massimo della pendenza, poiché è conveniente che la velocità di esercizio in condotta non superi valori compatibili con la resistenza all'usura dei materiali costituenti le tubazioni (normalmente circa 2,5 m/s), al fine di ridurre l'azione abrasiva dei detriti trasportati nella fognatura dalla pioggia sulle pareti del condotto.
Per le fogne elementari che risultano in gran parte e per lunghi tratti asciutte per evitare la formazione di depositi putrescibili è necessario procedere a un lavaggio periodico attraverso i pozzetti di testata o di linea.

## Principali opere

### Pozzetti di ispezione

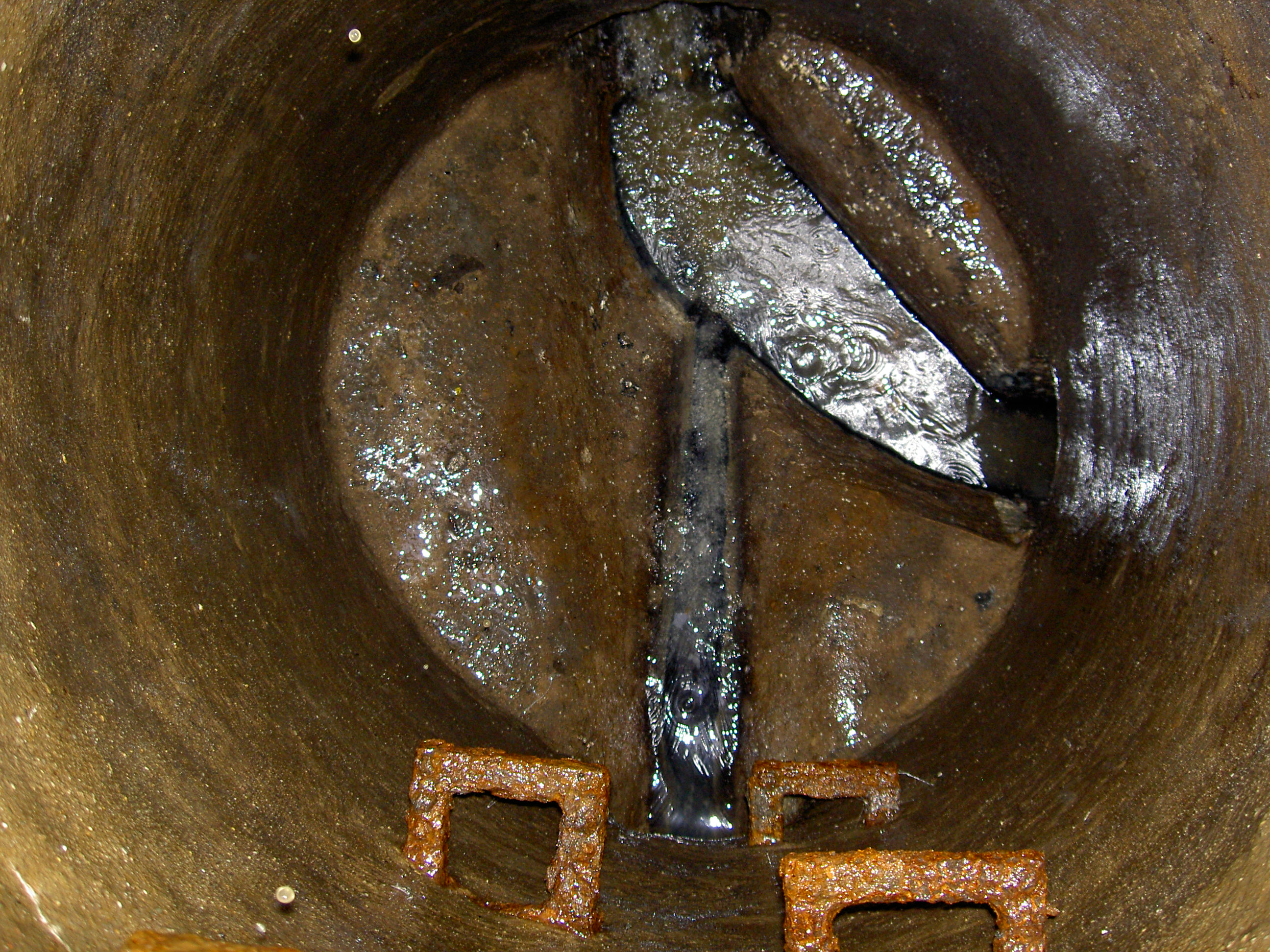
Vista dall'alto di un pozzetto di confluenza fra due fogne

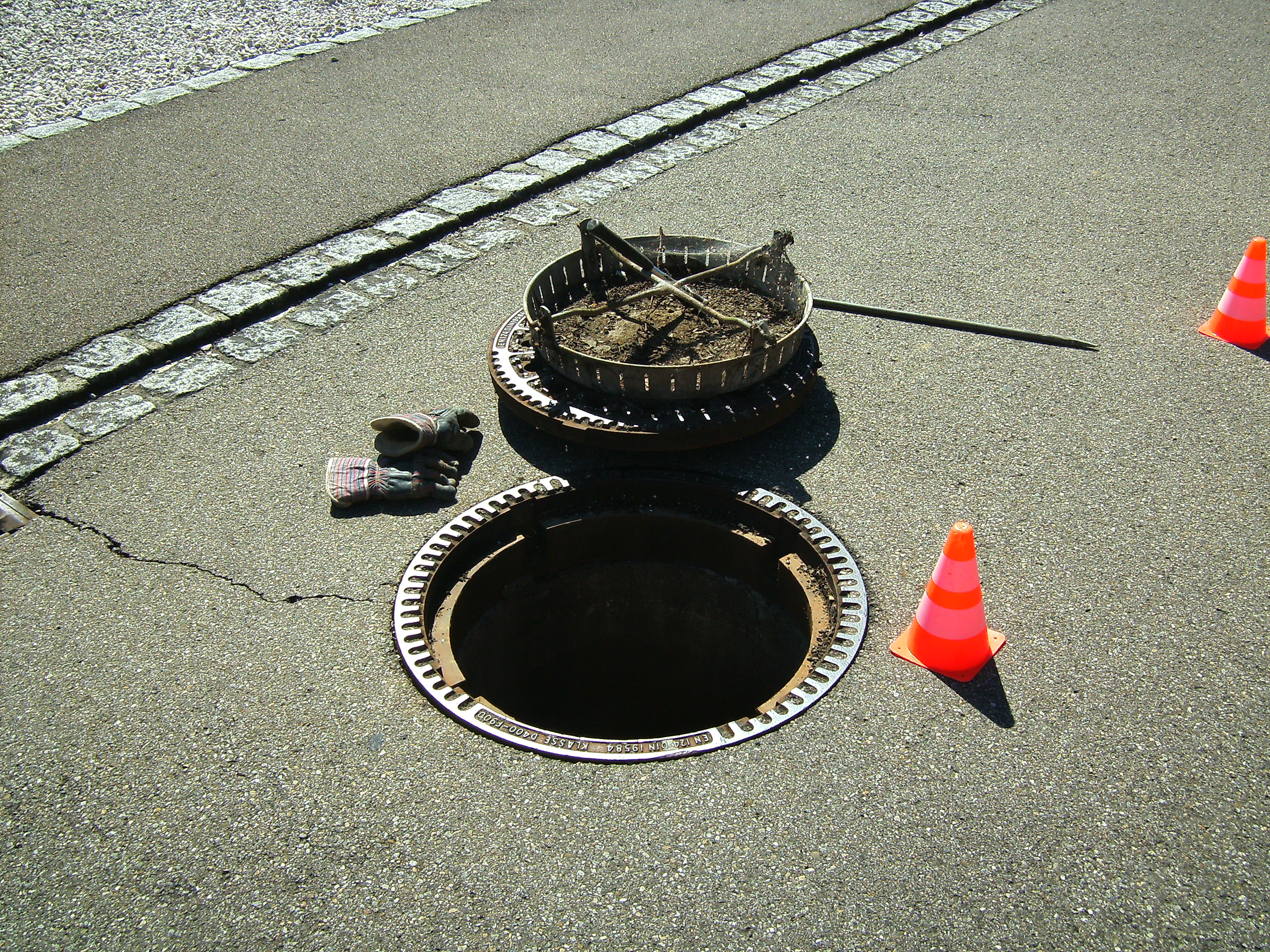
Pozzetto aperto di una fognatura

In corrispondenza di punti singolari della rete fognaria, quali:
- confluenza di una canalizzazione in altre (pozzetto di confluenza o di incrocio);
- vertici altimetrici del profilo longitudinale, dove cioè le fogne cambiano pendenza;
- vertici planimetrici, dove cioè cambia la direzione della fogna (pozzetto di deviazione o d'angolo);
- in corrispondenza dei salti[15] (pozzetto di salto);
- inizio di una fogna elementare (pozzetto di testata)

devono essere previsti dei pozzetti d'ispezione dimensionati in modo tale da consentire l'accesso agevole al personale addetto alle operazioni di manutenzione e controllo. Di norma sezioni orizzontali pari a 1x1,2 m2 risultano più che sufficienti.
Se i pozzetti così disposti risultano a distanza troppo grande tra loro, occorre interporre altri pozzetti intermedi in modo che la distanza reciproca non superi i 25 ÷ 30 m circa per le condotte non praticabili (altezza inferiore a 1,05 m), nelle quali di solito scorre una portata modesta, mentre per le condotte praticabili, in cui la portata è continua, la distanza può essere aumentata fino a valori non superiori a 50 m.
Qualora la sezione dei collettori o dell'emissario sia superiore a 2 m, si possono accettare pozzetti disposti a distanza fino a 150 m. I criteri indicati per la posizione dei pozzetti sono dettati dalla necessità di rendere possibile le operazioni di espurgo e di disostruzione effettuate con appositi arnesi.

### Caditoie pluviali

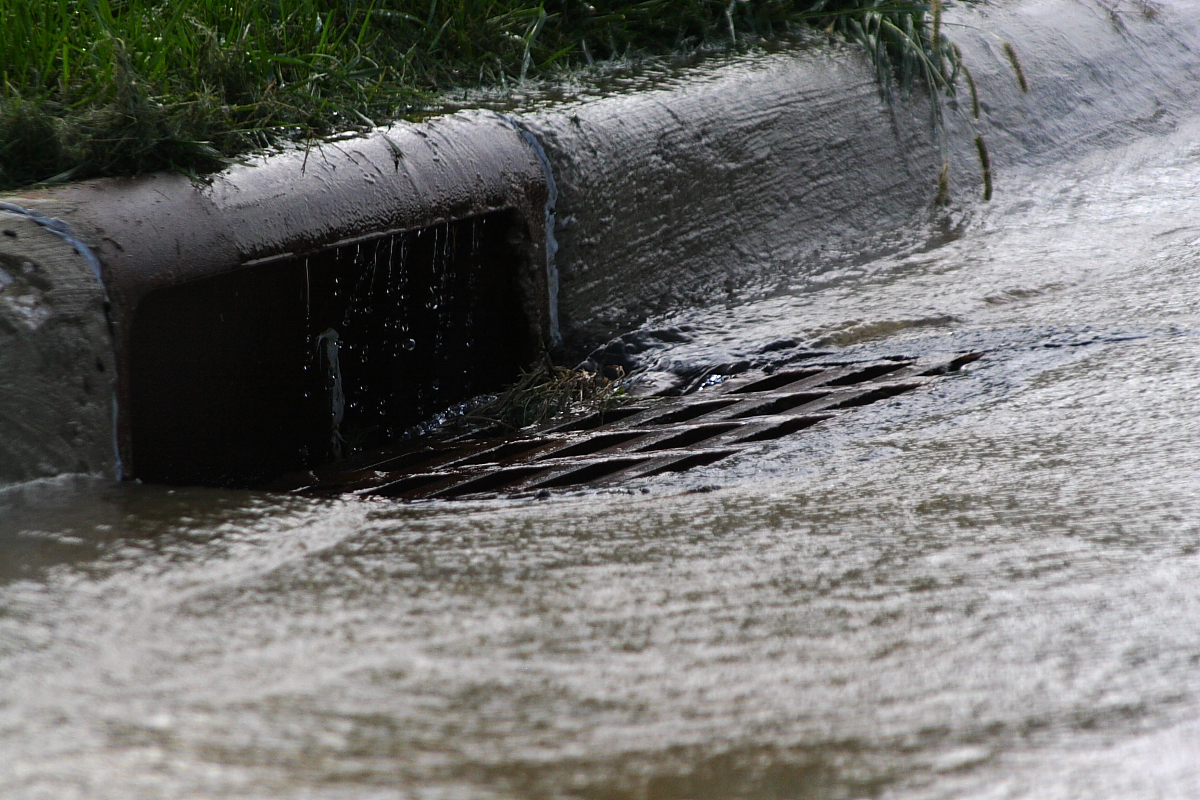
Caditoia a bocca di lupo

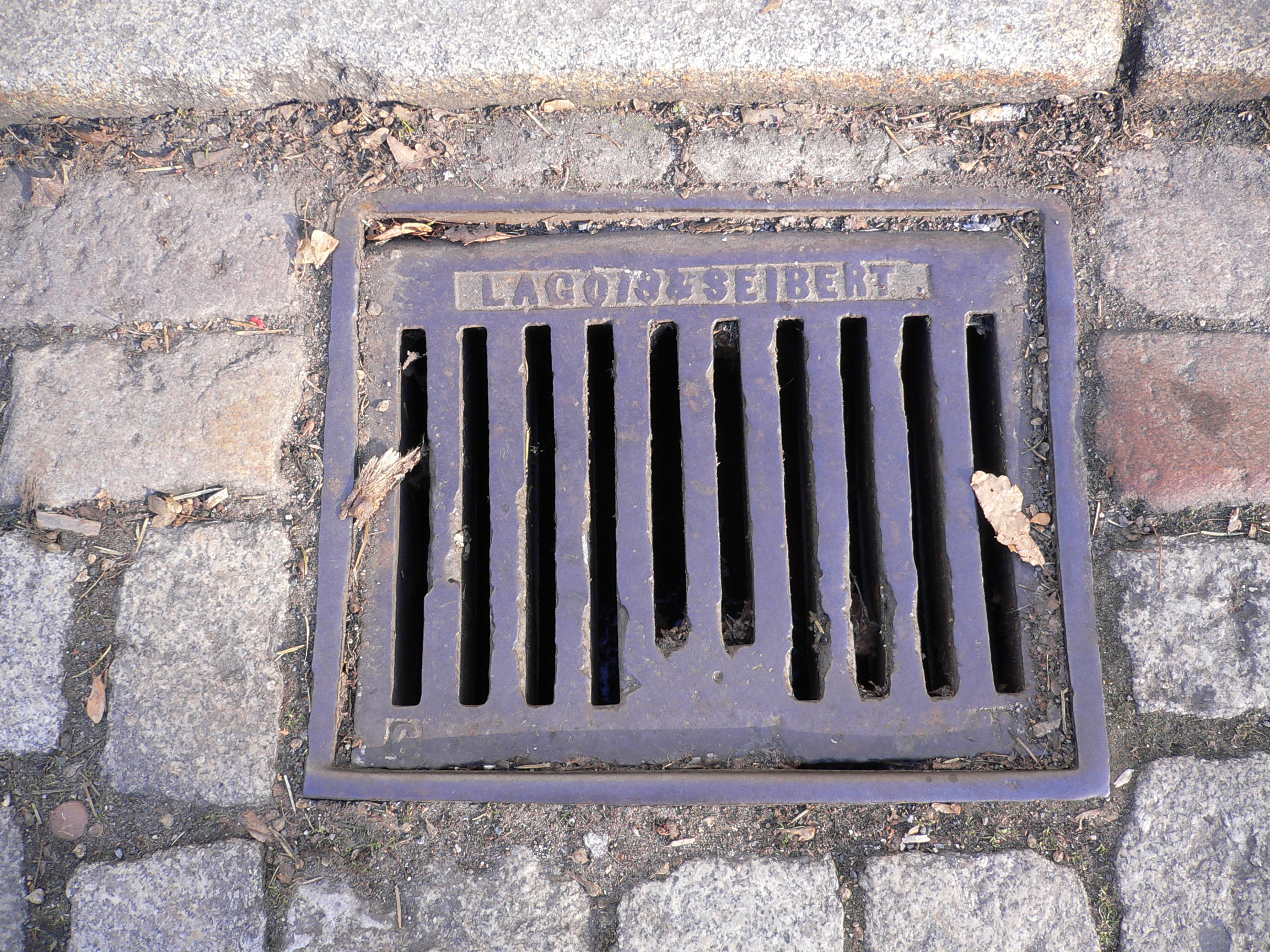
Caditoia a griglia

Le caditoie pluviali hanno una struttura semplice e sono essenzialmente costituite da una bocca di presa, da un pozzetto di contenimento (quasi sempre dotato di camera di sedimentazione per trattenere le materie solide prodotte dalla utilizzazione delle pertinenze stradali quali ad esempio mercati rionali), e di chiusura idraulica per impedire l'uscita dalla fogna di animali (blatte, ratti, ecc.) e di esalazioni moleste.
Le bocche di presa possono essere:
- a griglia: la caditoia è in sede stradale con l'apertura nel proprio cielo protetta da griglia metallica (normalmente in ghisa) in corrispondenza delle cunette sottostanti ai marciapiedi o delle strade a culla;
- a bocchetta (o a bocca di lupo): viene ricavata nel corpo del cordone del marciapiede e in questo caso la caditoia, dotata di chiusino d'ispezione è collocata sotto il piano di calpestio del marciapiede.

Anche le caditoie di solito sono posizionate alla confluenza di strade secondarie con altre di maggiore importanza e devono comunque essere disposte a distanza mutua tale da consentire la veloce evacuazione nella rete di fognatura dell'acqua meteorica e comunque in maniera da evitare ristagni di acqua sulle sedi stradali.

### Scaricatori di piena
Gli scaricatori di piena sono manufatti costruiti solo nelle fognature a sistema misto, quando la fogna fiancheggia il mare, un fiume o un altro recipiente capace. Nel periodo secco, la acque nere vengono convogliate normalmente all'impianto di depurazione, mentre in caso di piogge, le acque miste che superano la soglia sfiorante dello scaricatore, vengono scaricate direttamente nel corpo ricettore.
Gli scaricatori di piena vengono progettati in modo tale che l'acqua mista sfiorante abbia un rapporto di diluizione compatibile con il corpo ricevente.

### Impianti di sollevamento
Quando l'altimetria dell'abitato non consente il funzionamento di parti della rete fognaria a canaletta verso l'impianto di depurazione (ad esempio per quartieri posti a quota più depressa di quella del depuratore), in punti strategici della rete vengono realizzati degli impianti elevatori. Nell'impianto, devono essere utilizzate delle pompe speciali idonee alla qualità del liquido trattato. Inoltre il manufatto deve essere dotato di vasche di pescaggio idoneamente dimensionate in modo che il liquame in esse non sosti per lungo tempo per evitare la sua setticizzazione.

## Canalizzazioni utilizzate

### Canali

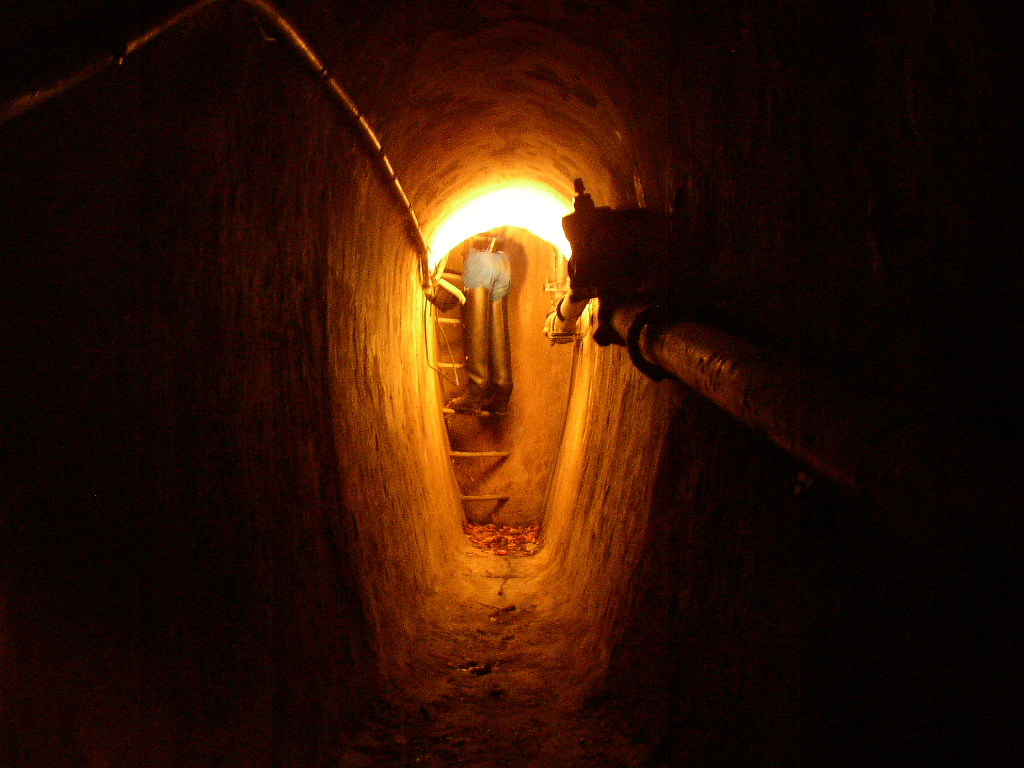
Collettore a sezione ovoidale della fogna di Parigi

Per i collettori di fogna pluviali o unitarie, specialmente in passato si è fatto uso di canali con varie sagome interne. La differenza fra le due fogne è che per quella unitaria la sagoma deve essere tale da garantire un regolare scorrimento della portata nera nel periodo di tempo asciutto.
Tra le sezioni interne dei condotti di fognatura le più comuni sono:
- circolare: usata principalmente per fognature miste e nere con diametri fino a DN 600 mm e nelle fognature pluviali con diametri oltre il DN 1000 mm;
- ovoidale nuovo inglese o ovale accentuato: è utilizzata principalmente per fogne unitarie poiché presentando per le portate minime la massima velocità è adatta a convogliare acque miste con scarsa percentuale di acque nere;
- ovoidale vecchio inglese: come per la precedente ma idonea per acque miste con maggiore percentuale di acque nere;
- policentrica con cunetta circolare: riservata per fogne unitarie con rilevante flusso continuo di acque nere;
- policentrica allargata: essendo dotate di una cunetta ricavata sul fondo della platea (savanella) sono adatte per emissari e collettori principali che devono condurre tutte le acque nere continue.

Tali cunette venivano in passato realizzate in muratura di mattoni e malta di cemento, mentre le più recenti sono in calcestruzzo armato.
Come è noto, tutti i materiali a base cementizia sono estremamente sensibili all'azione degli acidi che si formano a causa dei gas sprigionatisi dall'azione batterica sui liquami, fenomeno che si manifesta nelle fogne in cui scorrono acque nere.
Le cose peggiorano se le fogne accolgono reflui di natura industriale. Per le fogne pluviali, invece va considerato che le acque di pioggia sono prive di sali e pertanto a contatto con i calcestruzzi possono produrre la lisciviazione degli stessi. Quanto sopra va a compromettere la durabilità dal conglomerato cementizio. Per proteggere i canali in calcestruzzo spesso si prevede di rivestirli con un idoneo intonaco e/o con fondelli in gres.

### Tubazioni

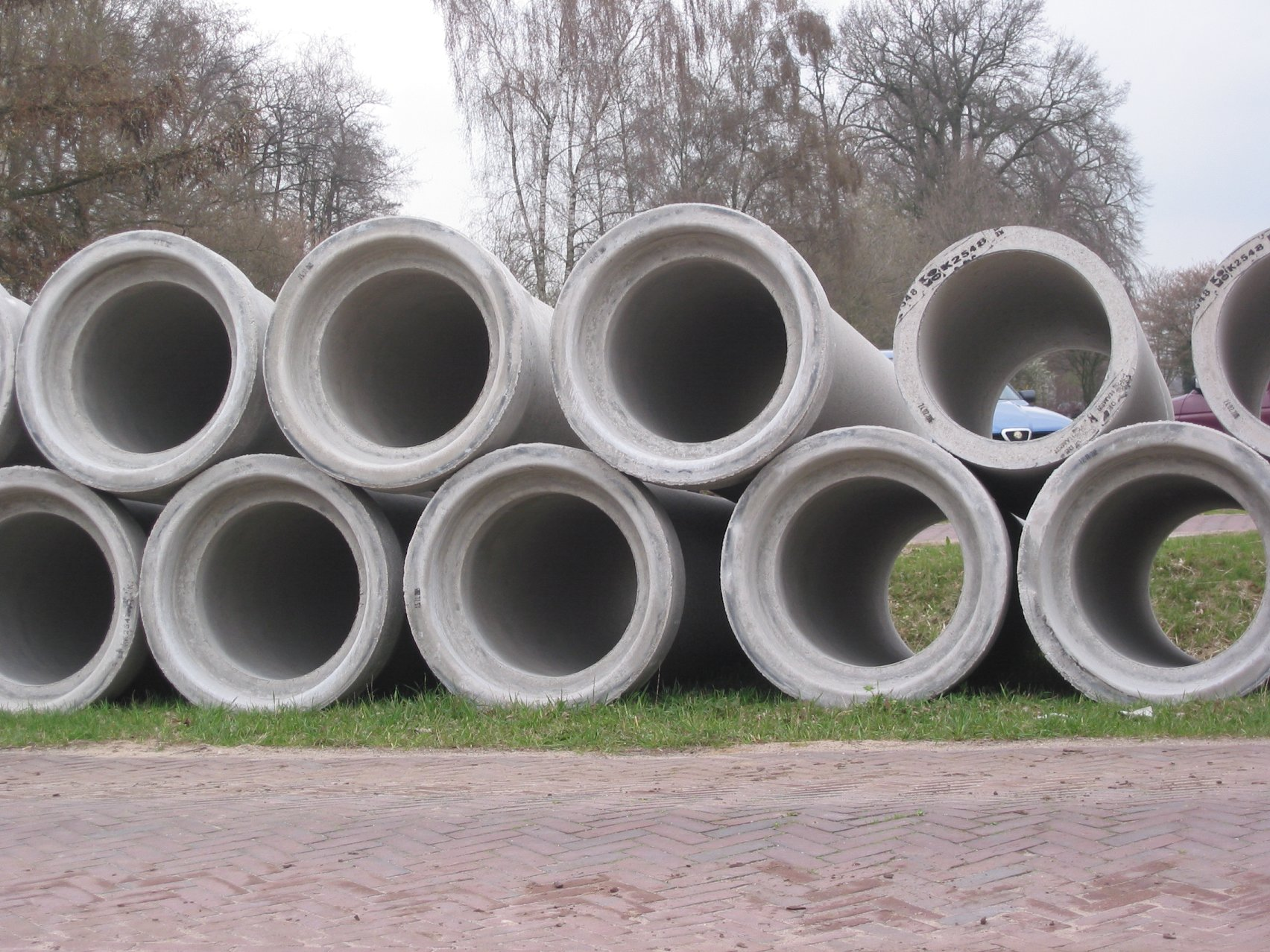
Tubi in cemento per fognature

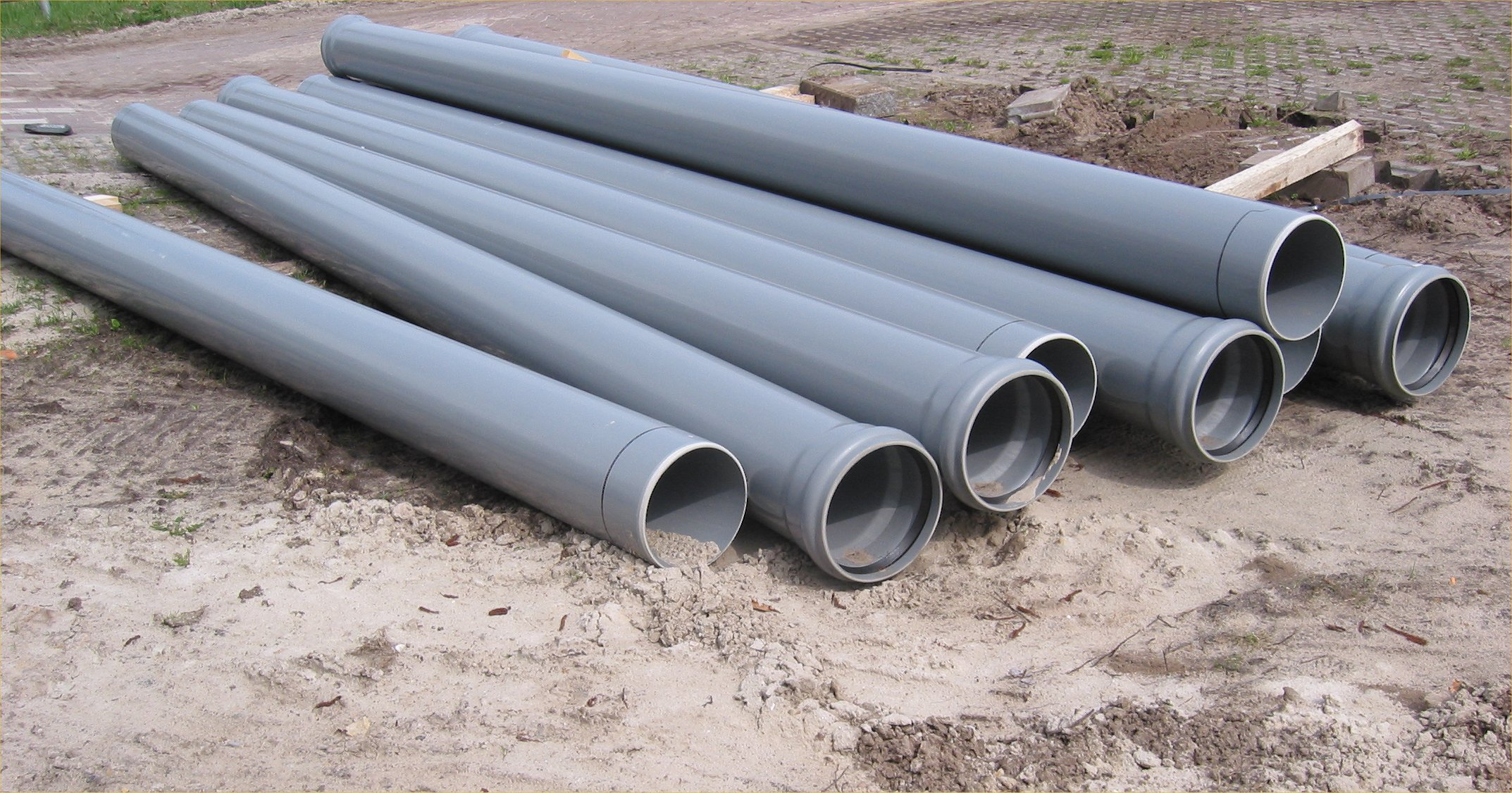
Tubi in polivinilcloruro (PVC)

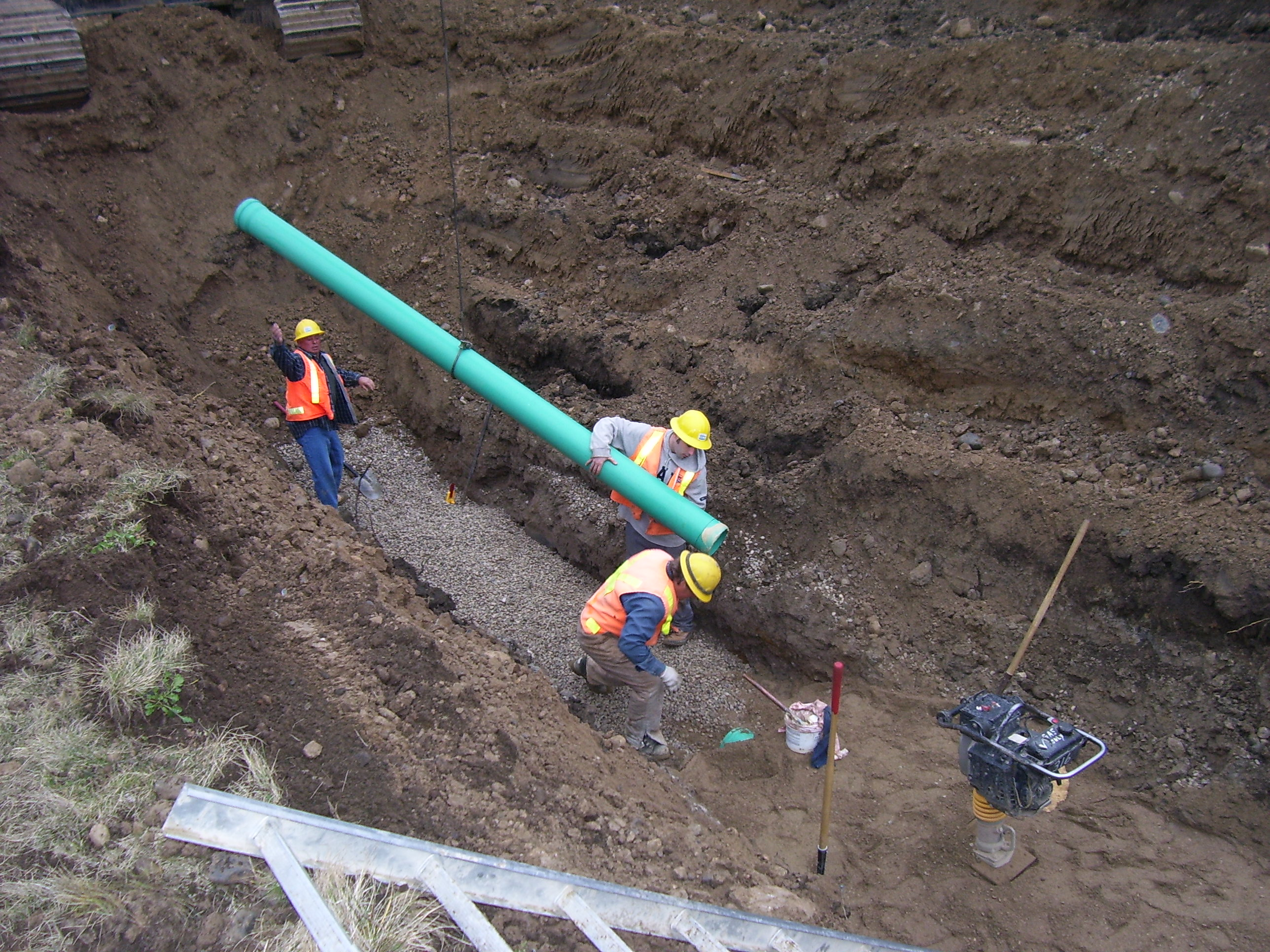
Posa in opera di tubazioni in PVC per fognatura

La caratteristica principale delle tubazioni per fognatura è quella di avere una buona resistenza alle azioni di tipo fisico, chimico e/o biologico, provocate dalle acque reflue e/o meteoriche trasportate.
Tale protezione interna viene assicurata o dal materiale costituente il tubo (gres, PVC, ecc.) oppure da idonei rivestimenti interni (poliuretano nelle tubazioni in ghisa sferoidale).
In passato, fino alla sua messa al bando per la pericolosità delle fibre di amianto, era molto utilizzata la tubazione in cemento amianto.
Attualmente stanno prendendo piede delle altre tubazioni in fibrocemento ecologico, che utilizzano fibre di diversa natura, in sostituzione di quelle in amianto pericolose per la salute umana.
Altri tipi di tubazione cementizie (calcestruzzo armato) vengono utilizzate, sempre più raramente, per la realizzazione delle fognature. Infatti queste presentano tutti i difetti che denunciavano i cunicoli e i canali (utilizzati in passato) sia quelli in muratura sia quelli in calcestruzzi intonacati o meno internamente. Esse sono, per la loro natura, facilmente aggredibili chimicamente dai liquidi trasportati, infatti la formazione di acido solforico, a partire dall'idrogeno solforato presente normalmente nelle acque nere, è causa della corrosione della calotta (parte del tubo normalmente non bagnata) con ripercussioni gravi sull'ambiente a causa della possibile dispersione dei liquami nel terreno e nelle falde. Inoltre sono aggredibili anche dall'esterno per azione del terreno di sedime quando questo ha particolare composizione e proprietà. Sono inoltre soggetti a essere scalfiti internamente a causa dei corpi abrasivi (sabbia, smerigli, ecc.) che nei reflui sono sempre presenti, per effetto di impropria immissione in fognatura di sostanze estranee o di acqua di provenienza meteorica ricadenti da tetti, terrazzi, cortili interni che non dovrebbero recapitare nella rete domestica.
Le tubazioni più utilizzate comunque rimangono quelle in gres ceramico. I pregi del gres sono ben noti a chiunque si occupi di fognature sia progettista, costruttore, gestore. Inattaccabile dall'aggressività chimica dei liquami trasportati e dei terreni di posa è di fatto immune all'azione abrasiva dei solidi trascinati dalla fase liquida. Presentano di contro una elevata fragilità e una bassa resistenza meccanica a trazione e di conseguenza a flessione (quella a compressione è buona), e pertanto i singoli tubi hanno lunghezze limitate (normalmente 1 ÷ 1,5 m fino a 2 m per diametri < 600 mm) e pertanto richiedono un numero elevato di giunzioni.
Altre tubazioni che stanno prendendo piede sono quelle a base di materiali plastici. Tra queste, il PVC è quello che ha dato i risultati migliori nel settore delle fognature. Il PVC presenta una serie di proprietà interessanti quali:
- la leggerezza;
- la facile lavorabilità;
- una lunghezza del tubo adeguata (circa 6 m);
- buone proprietà idrauliche (internamente sono sufficientemente lisci, proprietà che tra l'altro non favorisce l'ancoraggio sul fondo di sedimenti e quindi non facilita la formazione di ostruzioni o incrostazioni);
- una buona resistenza meccanica;
- buona resistenza all'aggressione chimica da parte dei liquidi trasportati e dei terreni di sedime;
- una buona durezza tale da preservare i tubi dall'abrasione dai sedimenti trasportati dall'acqua.

Però, come tutte le tubazioni plastiche, ha la tendenza a deformarsi secondo assi diametrali sotto l'effetto del suo stesso peso e dei carichi insistenti.
Pertanto per garantire immutata la sezione della tubazione una volta interrata, non si può far affidamento sulla sola resistenza meccanica del tubo, bensì anche alle azioni esterne rappresentate dal rinfianco del tubo che deve essere formato con materiali idonei e compattato fino a valori elevati di compressione; pertanto per questi tubi sono fondamentali le modalità di posa e rinterro. Quando però i tubi vengono posati in città, poiché le strade cittadine sono oggetto di frequenti scavi per la realizzazione di nuovi sottoservizi, questi nuovi scavi, se realizzati nelle vicinanze le condotte di fognatura, potrebbero danneggiare il terreno di rinfianco modificando così l'assetto statico del tubo in PVC, causando uno squilibrio tra le azioni deformanti e le reazioni stabilizzanti che può portare all'ovalizzazione del tubo, che può assumere deformazioni insopportabili che comportano il conseguente successivo collasso del manufatto.
Inoltre il PVC se esposto agli agenti atmosferici, è soggetto a degrado dovuto all'invecchiamento e all'indebolimento delle caratteristiche meccaniche con conseguente riduzione della resistenza, inoltre talvolta i roditori aggrediscono le condotte in questo materiale, quando esse sbarrano il loro passaggio, causando danni decisamente onerosi.
Molto raramente in fognatura vengono utilizzate le tubazioni metalliche (acciaio e ghisa sferoidale) e vengono prescelte per specialissime applicazioni quali le condotte prementi. A causa della loro sensibilità ai reflui, vengono opportunamente rivestite internamente; ad esempio le tubazioni per fognatura in ghisa sferoidale vengono realizzate con un rivestimento interno in poliuretano, perché più resistente all'azione disgregatrice dei reflui. Le tubazioni in ghisa sferoidale recentemente vengono utilizzate anche per la realizzazione di semplici rami di fognatura, ma la barriera da superare per il loro sviluppo è quella dei costi.

## Allaccio fognario
Il tramite del collettamento alla fogna nera è l'allaccio fognario (fognolo), il tratto di condotta che unisce il luogo di produzione dello scarico al sistema di raccolta e allontanamento cittadino.
Tutte le utenze ricadenti in centri serviti da reti di fognatura, o in periferia o anche in borgate separate in cui il servizio è stato addotto, sono tenute a collegare i loro scarichi alla fogna stradale se gli immobili di pertinenza fruiscono del rifornimento idrico.
Questo lo impongono le leggi vigenti in materia di risanamento ambientale e di disinquinamento della acque che vietano ogni forma di smaltimento quando nell'abitato è organizzato un servizio di raccolta dinamico.
Il pozzetto domestico che ospita il sifone intercettatore, è l'origine dell'allacciamento, tutto ciò che è a valle è di competenza dell'ente gestore, tutto ciò che è a monte è di competenza del privato.
Esso, detto anche cameretta d'ispezione, può essere costituito da un manufatto in calcestruzzo armato gettato in opera o prefabbricato di dimensioni adatte per ospitare il sifone intercettatore.
Il sifone intercettatore, come prescritto dalla normativa vigente, ha la funzione di impedire il ritorno all'interno dei fabbricati delle esalazioni maleodoranti o dei gas che dovessero formarsi nella rete fognaria stradale, ma anche quelle di impedire che corpi estranei (stracci, tamponi igienici, ecc.), di pezzatura superiore alla luce della sua gola, superino lo sbarramento da esso costituito e vadano a intasare, ostruendolo il condotto di collegamento stradale.
È infatti molto più agevole l'ispezione e la manutenzione del sifone, dotato di una o due ispezioni, che non dell'allacciamento esterno, a volte notevolmente lungo, che può essere raggiunto, quando si rende necessario, solo mediante l'apertura di una trincea stradale e il taglio della tubazione.
Il sifone intercettatore più comune presenta due bocche di ispezione rivolte verso l'alto, una a monte e l'altra a valle della gola, che consentono grande agibilità nelle ricorrenti operazioni di pulizia e di disostruzione. Attraverso l'ispezione a valle riesce facile ispezionare il fognolo, mentre da quella a monte, con semplici manovre, si possono estrarre tutti i materiali solidi che si dovessero attestare nella gola. Il sifone può essere dotato di uno o più aerofori per la ventilazione della fognatura. La pendenza dell'allacciamento è assunta molto elevata, va dal 5% al 10%, quando è possibile in funzione della disponibilità di quote, ma mai meno del 2%, per consentire il rapido deflusso delle portate scorrenti e il trascinamento dei corpi solidi. Il diametro che viene assegnato all'allacciamento nei casi più frequenti è il DN 150 mm, ma può aumentare in rapporto alle dimensioni degli insediamenti da servire o per esigenze tecnologiche.
Dal sifone ha origine la parte di fogna stradale per mezzo di un pezzo speciale chiamato "braca". L'innesto del fognolo nel tronco stradale è legato alla circostanza che l'allaccio arriva sempre dopo la realizzazione stradale.
Normalmente si procede nei seguente modo:
- realizzazione di un foro nel tubo ricevente con una particolare fresa che si assicura al manufatto per mezzo di cinghie e che è in grado di ritagliare in pochi secondi una calotta di parete di idoneo diametro. Nel foro si inserisce un idoneo tronchetto dotato di guarnizione elastomerica per garantire la tenuta e a monte di un bicchiere per la giunzione del primo elemento del fognolo. In corrispondenza del foro si utilizzano anche dei manicotti di attacco in due pezzi già dotati del bicchiere per la prima giunzione.

## Prove di tenuta
Una volta realizzate le tratte di fognatura prima di essere messe in esercizio i vari tronchi devono essere sottoposti a prove di tenuta al fine di scongiurare inquinamenti a causa di fuoriuscite delle acque reflue.
Una prova di tenuta standard con acqua - metodo W - (UNI EN 1610) consiste in:
- sezionamento, in genere da pozzetto a pozzetto, del tronco da sottoporre a prova, mediante palloni otturatori (o di sbarramento) che hanno diametri variabili da Ø80 mm a Ø1200 mm;
- messa in pressione del segmento in esame con acqua, fino al raggiungimento della pressione interna di prova, corrispondente di regola alla pressione che si otterrebbe riempiendo il pozzetto di estremità di monte (più alto) fino al livello del terreno. Comunque con una pressione massima non superiore a 50 kPa e non inferiore a 10 kPa;
- verifica del permanere della pressione interna per un determinato periodo (circa mezz'ora).

La prova può essere eseguita anche sezionando il tronco solo in corrispondenza del pozzetto di valle e immettendo acqua nella condotta fino al riempimento del pozzetto di monte.
In questo caso si dovrà attendere circa un'ora affinché il calcestruzzo, di cui è costituito il pozzetto, si saturi di acqua; successivamente si provvederà a riportare il livello del liquido a quello di massimo riempimento del pozzetto di monte.
La prova di tenuta può essere eseguita anche con aria (metodo L). Nel caso di fognature in pressione si seguiranno le indicazioni della norma UNI EN 805/2002 secondo le stesse modalità delle condotte di acquedotto.

## Normativa

### In Italia
In Italia si fa riferimento in particolare alle seguenti fonti:
- Decreto legislativo del 3 aprile 2006, n. 152 - Norme in materia ambientale
- Decreto del Presidente del Consiglio dei Ministri (DPCM) del 4 marzo 1996, n. 62 - Disposizioni in materia di risorse idriche
- Circolare Ministero dei Lavori Pubblici 7 gennaio 1974, n. 11633 - Istruzioni per la progettazione delle fognature e degli impianti di trattamento delle acque di rifiuto[3]
- Ministero dei Lavori Pubblici - Comitato dei Ministri per la tutela delle acque dall'inquinamento: 4 febbraio 1977 - Criteri, metodologie e norme tecniche generali di cui all'art. 2, lettere b), d), ed e), della legge 10 maggio 1976, n. 319, recante norme per la tutela delle acque dall'inquinamento.
- UNI EN 1610:1999 - Costruzione e collaudo di connessioni di scarico e collettori di fognatura